# Casa al carrer del Mar, 122 (Pineda de Mar)
Casa al carrer del Mar, 122 és una obra de Pineda de Mar (Maresme) inclosa a l'Inventari del Patrimoni Arquitectònic de Catalunya.

## Descripció
Gran casa al capdavall del carrer del mar en ple barri pescador. Construïda probablement a mitjans del segle xix, amb planta i dos pisos, degué tenir una certa importància al barri marítim. Cal destacar els grans finestrals de la planta i el gran rellotge de la façana de llevant.